# Schulenberg im Oberharz
Schulenberg im Oberharz ist ein Ortsteil der Berg- und Universitätsstadt Clausthal-Zellerfeld im Harz im niedersächsischen Landkreis Goslar. Von 1972 bis 2014 gehörte die ehemals eigenständige Gemeinde der Samtgemeinde Oberharz an. Seit 2015 ist Schulenberg im Oberharz zusammen mit der Bergstadt Clausthal-Zellerfeld, der Bergstadt Altenau und der Bergstadt Wildemann Teil der neu gebildeten Berg- und Universitätsstadt Clausthal-Zellerfeld. Seitdem bilden Schulenberg im Oberharz und die Bergstadt Altenau die gemeinsame Ortschaft Bergstadt Altenau-Schulenberg im Oberharz mit nur einem Ortsrat.

## Geographie

### Lage
Schulenberg liegt im Oberharz im Naturpark Harz. Sein Kernort befindet sich etwa 8 km (Luftlinie) südlich der Kernstadt von Goslar, westlich oberhalb der Okertalsperre auf etwa 450 bis 505 m ü. NN. Höchste Erhebung der näheren Umgebung ist die Schalke (ca. 762 m). In Richtung Nordwesten leitet die Landschaft über den Kleinen Wiesenberg (512,5 m) zum Großen Wiesenberg (645,4 m) über. Südwestlich von Schulenberg mündet der Riesenbach in den von der Schalke gespeisten Arm des Stausees.

### Nachbarorte
Da Schulenberg von allen Seiten vom gemeindefreien Gebiet Harz umschlossen ist, hat es keine unmittelbar angrenzenden Nachbarorte. In westlicher Richtung liegt Clausthal-Zellerfeld. Südlich der Okertalsperre liegt die Bergstadt Altenau, und die Stadt Goslar befindet sich mit deren Ortsteil Oker am Nordausgang des Okertals.

### Ortsgliederung
Zu Schulenberg im Oberharz gehören die westlich des Kernorts gelegenen kleinen Siedlungen Mittelschulenberg, Oberschulenberg und Festenburg, sowie das Forsthaus Ahrendsberg.

## Etymologie
Der Stamm Schulen- hat die Bedeutung schützen, verbergen und geht auf ein urgermanisches Verb *skūlijaną, das sich auch im Niederländischen als schuilen wiederfindet und im Hochdeutschen ausgestorben ist. Es findet sich auch im Ortsnamen Schulenrode wieder.

## Geschichte

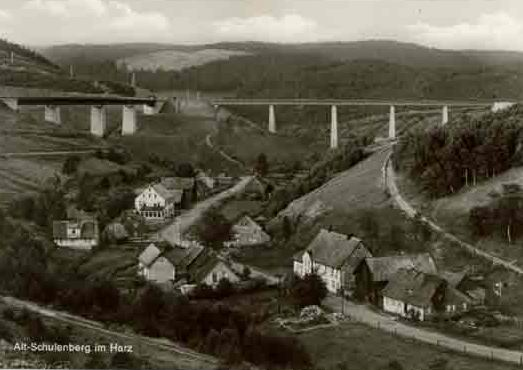
Unterschulenberg um 1950, im Hintergrund bereits die Brücken für die Okertalsperre

Das frühere Schulenberg war eine Bergbau- und Hüttensiedlung aus dem 16. Jahrhundert. Der Ort gliederte sich in die Ortsteile Ober-, Mittel- und Unterschulenberg. Etwas oberhalb des Ortes befanden sich die Gruben des Schulenberger Reviers, gefördert wurde vor allem Silber, Kupfer und Blei. Mit der Aufgabe der Gruben, die letzte und ergiebigste war die Grube Juliane Sophia im Jahr 1904, lag der Hauptwirtschaftszweig von Schulenberg im Holzbau. Unterschulenberg wurde schließlich 1954 verlassen und die Gebäude bis auf die Grundmauern abgerissen, um der neu erbauten Okertalsperre Platz zu machen. Die Bürger fanden westlich ihrer alten Wohnstätte auf dem Kleinen Wiesenberg ein neues Zuhause. Dort entstand unter erheblicher Prägung durch den Architekten Carl Bauer das heutige Schulenberg, zirka 60 Meter über dem Stausee gelegen. Von 1956 an wurde die Okertalsperre dann geflutet.
In den 1960er Jahren entwickelte sich die Gemeinde zu einem ganzjährig touristisch geprägten Ort. Das Skigebiet am großen Wiesenberg mit Schlepplift entsteht, ebenso einige Tennisplätze. Ende Juli 1968 wurde die eigene Volksschule aufgrund Schülermangels aufgegeben. Im April 1972 erfolgte die Ernennung zum Luftkurort und im selben Jahr wurde die Gemeinde Teil der Samtgemeinde Oberharz. Der Status eines Luftkurortes wurde Ende 2010 aufgegeben. Am 1. Januar 2015 wurde die Gemeinde Schulenberg im Oberharz aufgelöst. 2019 konnte Schulenberg rund 36.000 Gäste bei knapp 107.000 Übernachtungen in 740 Betten vorweisen.

### Einwohnerentwicklung

Einwohnerentwicklung von Schulenberg im Oberharz von 1821 bis Jan. 2018

Schulenberg im Oberharz war die nach Fläche und Einwohnern kleinste Gemeinde Niedersachsens.
In Schulenberg haben rund 120 Menschen ihren Zweitwohnsitz.
Einwohnerzahlen 2010–2019:
| Jahr | Einwohner |
| ---- | --------- |
| 1733 | 30        |
| 1773 | 44        |
| 1780 | 90        |
| 1786 | 110       |
| 1795 | 153       |
| 1821 | 143       |
| 1848 | 262       |
| 1871 | 268       |
| 1885 | 282       |
| 1905 | 286       |
| 1925 | 253       |

| Jahr | Einwohner |
| ---- | --------- |
| 1933 | 247       |
| 1939 | 246       |
| 1946 | 367       |
| 1950 | 407       |
| 1956 | 297       |
| 1961 | 342       |

| Jahr | Einwohner |
| ---- | --------- |
| 1968 | 523       |
| 1970 | 453       |
| 1975 | 518       |
| 1980 | 502       |
| 1985 | 432       |
| 1990 | 380       |

| Jahr | Einwohner |
| ---- | --------- |
| 1995 | 363       |
| 2000 | 338       |
| 2005 | 305       |
| 2010 | 290       |
| 2011 | 259       |
| 2012 | 269       |
| 2013 | 285       |
| 2014 | 305       |
| 2015 | 301       |
| 2016 | 288       |
| 2017 | 279       |
| 2018 | 286       |
| 2019 | 264       |
| 2020 | 271       |
| 2021 | 254       |
| 2022 | 275       |
| 2023 | 268       |

(Ab 1968: Stand jeweils zum 31. Dezember)
Außer 2018, Januar
In Schulenberg gibt es (Stand 2023) 137 Männliche und 131 Weibliche Bewohner.

## Politik

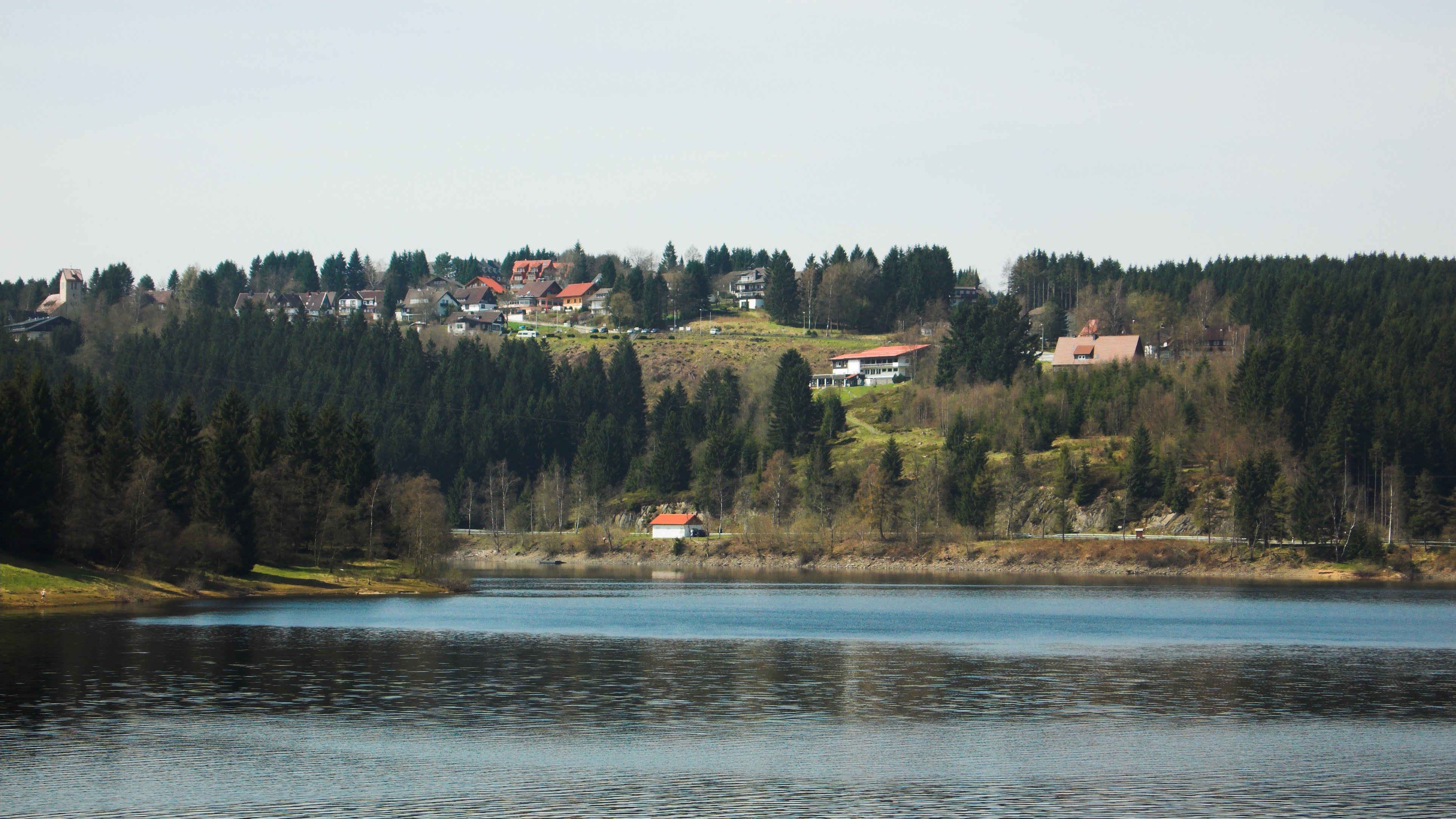
Okertalsperre mit Schulenberg

Der Rat der Gemeinde Schulenberg im Oberharz setzte sich nach der Kommunalwahl vom 11. September 2011 zusammen aus:
- SPD: 5 Sitze

Zwei der sieben Sitze blieben unbesetzt. Die SPD erhielt 100 % der gültigen Stimmen, da nur sie zur Gemeinderatswahl antrat. Ihre Liste umfasste jedoch nur fünf Bewerber.
Seit der Eingemeindung bildet der Ortsteil Altenau zusammen mit Schulenberg im Oberharz die Ortschaft Bergstadt Altenau-Schulenberg im Oberharz mit einem gemeinsamen Ortsrat. Dieser wurde am 26. April 2015 erstmals gewählt.

### Bürgermeister
Bürgermeister war Detlef Henke.

### Wappen
Das Schulenberger Wappen zeigt unterhalb einer blauen, konkav geformten Fläche ein 12-endiges, blaues Geweih auf goldenem Grund.

## Religion

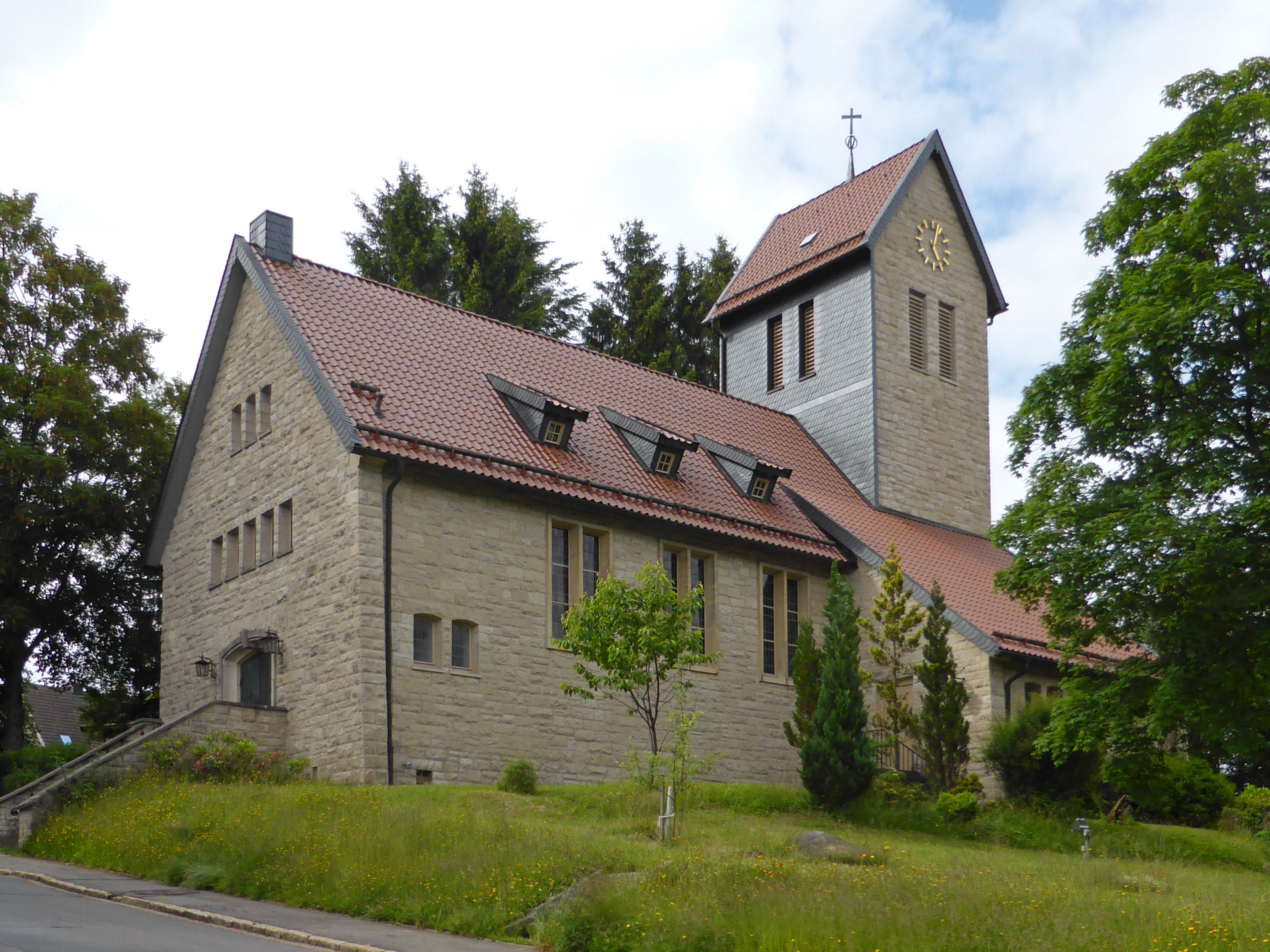
Sankt Petrus-Kapelle

In Schulenberg befindet sich die evangelisch-lutherische St.-Petrus-Kapelle, sie wurde 1956 errichtet und gehört zur Kirchengemeinde Altenau im Kirchenkreis Harzer Land.

## Kultur und Sehenswürdigkeiten

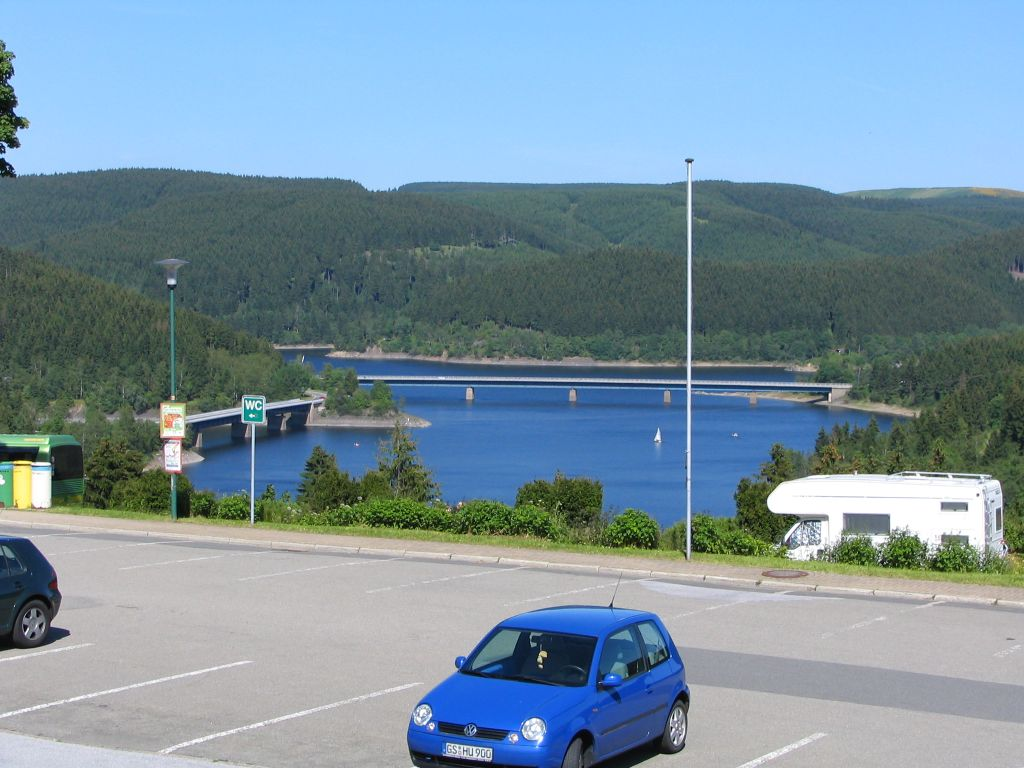
Okertalsperre mit Brücken der L 517 (links) und B 498 (mittig)

### Vereine und Organisationen
Die Feuerwehr in Schulenberg war bis zum Jahr 1943 eine Pflichtfeuerwehr, welche durch die Freiwillige Feuerwehr Schulenberg abgelöst wurde. Heute ist die Feuerwehr als Grundausstattungswehr eingestuft und verfügt über ein Tragkraftspritzenfahrzeug sowie ein Mannschaftstransportfahrzeug.
Der im Jahr 1956 gegründete Harzklub Zweigverein Schulenberg veranstaltet regelmäßig Wanderungen in der Umgebung und kümmert sich um das Wegenetz an Wanderwegen rund um den Ort. 1975 gründeten Bürger Schulenberg den örtlichen Verkehrsverein, welcher 2010 aufgelöst wurde und seit demselben Jahr als Schulenberger Interessensgemeinschaft (SIG) Feiern und Veranstaltungen ausrichtet.
Sport
Auf der Okertalsperre können Sportler segeln, surfen, Kanutouren unternehmen, schwimmen und Tretboot fahren. Im Ort kann man Tennis spielen, in einer Übungsanlage Golfen, zudem Klettern und Wandern. Auf dem Großen Wiesenberg finden Mountainbiker (Bike-Alpinum) und Wintersportler (Ski-Alpinum) mit zwei Schleppliften gute Möglichkeiten, Skilangläufer finden in der gesamten Region ein weitläufiges Loipennetz.

## Wirtschaft und Infrastruktur

### Verkehr
Östlich von Schulenberg verläuft die Landesstraße 517, die am Okerstausee von der Bundesstraße 498 abzweigt und von dort erst vorbei an Schulenberg und dann an den Ortsteilen Mittel- und Oberschulenberg etwa in Richtung Südwesten nach Clausthal-Zellerfeld führt; dorthin besteht eine Busverbindung. Ein Busverkehr besteht auch nach Altenau und Goslar. Von der Landesstraße 517 ist Schulenberg von zwei Seiten aus über die Kreisstraße 71, im Ort Wiesenbergstraße genannt, zu erreichen.

### Wirtschaft

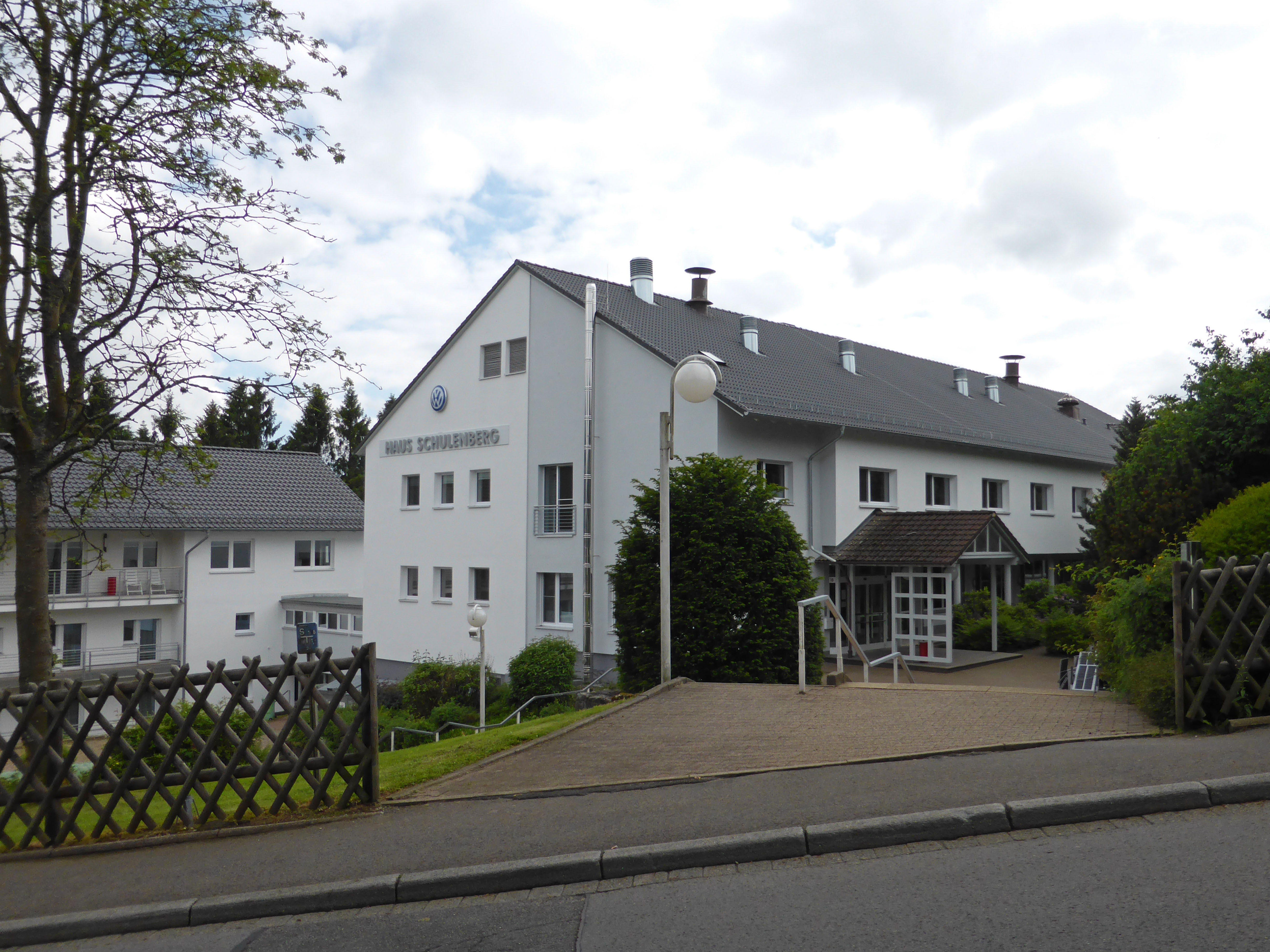
Schulenberg VW Haus

Das Haus Schulenberg ist ein Bildungszentrum der Volkswagen AG, es verfügt über 101 Gästebetten. 1964 wurde es als Erholungsheim für Volkswagen-Mitarbeiter in Betrieb genommen und von 1983 bis 1985 zum Bildungszentrum umgestaltet.
Schulenberg ist wie die meisten Orte im Oberharz auf den Tourismus ausgelegt. Im Dorf gibt es einige Beherbergungsbetriebe wie Hotels, Pensionen und Ferienwohnungen. Hinzu kommen ein Bäcker und einige Restaurants. 

## Persönlichkeiten
- Wolf-Eberhard Barth (* 1941), Naturschützer, Forstwissenschaftler, Kynologe, lebt in Schulenberg